# Antonin Artaud
Antoine Marie Joseph Artaud (Marsella; 4 de septiembre de 1896-Ivry-sur-Seine; 4 de marzo de 1948), conocido como Antonin Artaud, fue un poeta, dramaturgo, ensayista, novelista, director escénico y actor francés.
Es autor de una vasta obra que explora la mayoría de los géneros literarios, utilizándolos como caminos hacia un arte absoluto y "total". Sus primeros libros de poemas (luego abandonaría el preciosismo poético, decepcionado) L'ombilic des limbes (El ombligo de los limbos), de 1925, y Le Pèse-Nerfs (El pesa-nervios) anuncian ya el carácter explosivo de su obra posterior.
Es más conocido como el creador del teatro de la crueldad (véase El teatro y su doble, 1938; Manifiesto del teatro de la crueldad, 1948), noción que ha ejercido una gran influencia en la historia del teatro mundial. Trabajó en 22 películas, durante los años 20 y 30, entre las que destacan Napoléon, de Abel Gance, y La pasión de Juana de Arco, de Carl Theodor Dreyer. Por la influencia de su obra y por sus ideas dramáticas, se le ha considerado "el padre del teatro moderno".

No ha quedado demostrado, ni mucho menos, que el lenguaje de las palabras sea el mejor posible.
Antonin Artaud

## Biografía
Antonin Artaud nació en Marsella, hijo de un armador francés y de una mujer de herencia levantina. A los cuatro años de edad sufre un grave ataque de meningitis, cuya consecuencia es un temperamento nervioso e irritable, interpretado también como síntoma de una neurosífilis adquirida de uno de sus padres. El dolor físico y cierta sensación de paranoia no lo dejarán nunca y lo obligarán a pasar largas estancias periódicas en sanatorios mentales (cuyo ejemplo más prolongado y trágico son los nueve años que pasa encerrado en El Havre, Villejuif y Rodez, de 1937 a 1946).
La muerte de su hermana Germaine, en 1905, lo marca profundamente. Vale la pena anotar que por aquel entonces es una persona extremadamente devota. En 1914, luego de sufrir una crisis depresiva, durante sus estudios, piensa en inscribirse en el seminario. El catolicismo, pues, influye en la vida de Artaud y en su obra desde muy joven. Su influencia lo hará oscilar entre el ateísmo declarado y la devoción excesiva (que se manifiesta durante sus crisis nerviosas en 1943, llevándolo a un extremo de piedad antisemita).
En 1920 llega a París para dedicarse a escribir. Reúne sus primeros versos bajo el título Tractac del ciel (1924). Dirá después de ellos que no lo representan por ser afectados, "farsas de un estilo que no lo es y que nunca lo fue." A raíz de su publicación entra en contacto con André Breton, quien acaba de hacer público, a su vez, el primer Manifiesto Surrealista. Asume el cargo de director de la oficina de investigaciones surrealistas. A lo largo de este periodo escribe también guiones de películas y poemas El ombligo de los limbos, El pesanervios, etc.
Junto con Roger Vitrac funda, en 1926, El teatro Alfred Jarry y entre 1927 y 1929, monta cuatro espectáculos. El absoluto fracaso de sus primeros montajes le lleva a refugiarse en la teoría, con lo que sienta las bases del denominado Teatro de la crueldad.

Aquel que apuesta por el impacto violento en el espectador. Para ello, las acciones, casi siempre violentas, se anteponen a las palabras, liberando así el inconsciente en contra de la razón y la lógica.
Antonin Artaud - El teatro y su doble.

En 1936 viaja a México y convive con los tarahumaras, un pueblo indígena, para encontrar la antigua cultura solar y experimentar con el peyote en la raspa del jíkuri rarámuri. Durante una década en Montparnasse (1924-1934), Federico Cantú convivió con Artaud tanto en las visitas del poeta al Atelier de Rue Dlambre como en La Rotonde y Le Dóme; tarde tras tarde hablaban sobre arte, poesía y surrealismo. En 1934 Cantú decidió regresar a México. La comunicación con Artaud y Breton siguió, y en 1936 el poeta decide visitar a su amigo. En algunas ocasiones Artaud se quedó hospedado en casa de Cantú en la Ciudad de México en la calle de San Francisco 325, en la Colonia del Valle. En esa época la escuela de pintura mexicana contemporánea tenía su principal foro en la Galería de Inés Amor.
Acompañó varias veces a Cantú a esta Galería (Inés narra en sus memorias cómo mientras trataba la venta de obra con Cantú, Artaud permanecía en una silla inmóvil, perdido en la droga). Y es en la Galería donde Artaud se relaciona con María Izquierdo.
Cuenta Luis Cardoza y Aragón en el libro (Antología):
"Alguna vez encontré a Artaud en casa de María Izquierdo junto con Federico Cantú (1907-1989) y Luis Ortiz Monasterio (escultor 1906-1990), quizá lograron en alguna forma ayudar a Artaud en sus apremios de gran enfermo… pero no sé a quién se le ocurrió que Artaud viviera en el prostíbulo de Ruth".

Con los tarahumaras uno entra en un mundo terriblemente anacrónico y que es un desafío a estos tiempos. Me atrevo a decir que es peor para estos tiempos y tanto mejor para los Tarahumaras.
Antonin Artaud

A su regreso de México, a principios de 1937, Artaud pasó algunos meses inmerso en el estudio de la astrología, la numerología y el Tarot. Como explica Giordano Berti en su artículo sobre Artaud en Claves y Secretos del Tarot, existe una obra de Artaud, "Las nuevas revelaciones del ser" (1937) que contiene el testimonio de un especial método de interpretación del Tarot consistente en interpretar los arcanos mayores y menores como referente simbólico para las experiencias cotidianas. Un año más tarde, deportado de Irlanda, será internado por "sobrepasar los límites de la marginalidad".
Pasa nueve años en manicomios (entre ellos el de Ville-Évrard del 22 de febrero de 1939 hasta el 22 de enero de 1943) con el tratamiento de terapia electroconvulsiva acabando por hundirle físicamente. Sus amigos logran sacarlo y vuelve a París, donde vivirá durante tres años. Publica en 1947 el ensayo Van Gogh le suicidé de la société ("Van Gogh el suicidado de la sociedad"), galardonado al año siguiente con el Prix Saint-Beuve de ensayo. En 1948 este periodo produjo el programa de radio Para acabar con el Juicio de Dios, el cual es censurado y sólo será transmitido en los años 1970. Sus cartas de la década de los 40, muestran su desilusión frente a tal decisión.
En enero de 1948, Artaud fue diagnosticado con cáncer colorrectal. Murió poco después el 4 de marzo de 1948 en una clínica psiquiátrica de Ivry-sur-Seine al pie de su cama, apretando su zapato. Se ha sospechado de una posible sobredosis accidental de hidrato de cloral en su afàn por aplacar el dolor, o a sabiendas de la letalidad de la dosis, un suicidio premeditado.  
Las últimas palabras escritas de este precursor del teatro del absurdo, fueron:

"...de continuer à faire de moi cet envoûté éternel etc. etc."

"...para continuar haciendo de mi este hechizado eterno etc. etc."

## Obra
La obra de Artaud es violenta, agresiva "cruel", si utilizamos el término que para él mismo marca el rigor tremendo con que piensa efectuar la deconstrucción de la vida en la escena de su Teatro de la crueldad. Dice "rechazar violentamente los refugios de la miseria humana" que para Artaud son la fe y el arte, que él mismo encarna. Los años de reclusión le llevan a desarrollar un profundo odio por el mundo de la psiquiatría. Para él, los médicos que afirman "curarle" son solo seres que envidian su genialidad y la califican de locura. Son, nos dice en Van Gogh, el suicidado de la sociedad, quienes llevaron al pintor neerlandés al suicidio.

### Los Tarahumaras
Nos revela un mundo en que un hombre agobiado, no tanto por la locura que padece como por el tratamiento psiquiátrico, encuentra a sus iguales. En él encuentra efigies vivientes y grabadas por la naturaleza en la montaña, símbolos de la santidad que Artaud confiere a tal tierra. Para el autor francés, los Tarahumaras son una "Raza-Principio" cuya cultura considera superior a la del hombre de Occidente. Tal es su influencia que propone como primera representación del Teatro de la crueldad, el título de La conquista de México (La conquête du Méxique), que contaría, en su escenografía que funde al público con el espectáculo, la historia de una opresión, la historia del hombre blanco y del carácter pútrido del que está dotado, en obras como la ya citada El teatro y su doble.
Y es ese mismo hombre blanco al que había maldecido en su Héliogabale ou l'anarchiste couronné. La influencia no solo de esa Raza-Principio mexicana, sino también del mundo de Oriente al que fue introducido por el teatro balinés (y del cual vemos influencias muy evidentes en su teatro de crueldad).

### Heliogábalo o el anarquista coronado
Obra marcada tanto por una investigación rigurosa en extremo, como por la violencia lírica propia del poeta maldito. Artaud presenta aquí una poetización de la historia del emperador romano Sextus Varius Avitus Bassiansus, apodado El-Gabal o Heliogábalo. 
La crueldad de su manifiesto teatral se ve prefigurada en la postura anarquista que Artaud descubre en la sexualidad transgénero del emperador Heliogábalo y la reacción que lleva a su brutal asesinato: "la gratuidad de una vida dramática, la sangre, la poesía hecha realidad." Además de hacer despliegue de un ejercicio intelectual intenso para desentrañar el misterio (y último drama humano) en torno a la dualidad de lo femenino y lo masculino, así como los componentes sexuales presentes en los ritos sagrados y la religión.

### Analogía entre el teatro y la peste
La analogía entre el teatro y la peste, en el prólogo de El teatro y su doble, se refleja igualmente en la novela histórica. La gratuidad que trae la peste, cuando vemos a los burgueses robando como simples ladrones, matando, huyendo, corriendo angustiados, es la misma que provocan los ritos del dios sol que el joven emperador de Roma prodiga entre lujos y lujuria extremos.

## El Teatro de la Crueldad
Artaud creía que el teatro debería afectar a la audiencia tanto como fuera posible, por lo que utilizaba una mezcla de formas de luz, sonido y ejecución extrañas y perturbadoras. En una producción que hizo acerca de la plaga, utilizó sonidos tan reales que provocó que algunos miembros de la audiencia vomitaran en la mitad del espectáculo.
En su libro El teatro y su doble (1938), formado por un primer y un segundo manifiesto, Artaud expresó su admiración por formas de teatro orientales, particularmente por el balinés. Admiraba el teatro Oriental debido a la fisicalidad precisa, codificada y sumamente ritualizada de la danza balinesa, y promovía lo que él llamaba "Teatro de la Crueldad". Para él no era exclusivo de la crueldad el sadismo o el causar dolor, sino que con la misma frecuencia se refería a una violenta determinación física para destrozar la falsa realidad. Artaud consideraba que el texto había sido un tirano del significado, y abogaba en cambio por el teatro hecho de un lenguaje único, un punto medio entre los pensamientos y los gestos. Artaud describía lo espiritual en términos físicos, y creía que toda expresión es expresión física en el espacio.

El Teatro de la Crueldad ha sido creado para restablecer en el teatro una concepción de la vida apasionada y convulsiva, y es en este sentido de rigor violento y condensación extrema de elementos escénicos que debe entenderse la crueldad en la cual están basados.  Esta crueldad, que será sangrienta en el momento que sea necesario, pero no de manera sistemática, puede ser identificada con una especie de pureza moral severa que no teme pagar a la vida el precio que sea necesario.
Antonin Artaud, The Theatre of Cruelty, in The Theory of the Modern Stage (ed. Eric Bentley), Penguin, 1968, p.66

Evidentemente, los varios usos que daba Artaud al término crueldad deben ser examinados para comprender plenamente sus ideas. Lee Jamieson identificó cuatro formas. En primer lugar, lo ocupa metafóricamente para describir la esencia de la existencia humana. Artaud creía que el teatro debe reflejar su visión nihilista del universo, formando una inesperada conexión entre su propio pensamiento y el de Friedrich Nietzsche.

La definición de Nietzsche sobre la crueldad forma la del propio Artaud, declarando que todo arte encarna e intensifica las brutalidades subyacentes de la vida para recrear la emoción de la experiencia... Aunque Artaud no cita formalmente a Nietzsche, [sus escritos] contienen una autoridad persuasiva familiar, una exuberante fraseología similar, y motivos en extremo...
Lee Jamieson, Antonin Artaud: From Theory to Practice, Greenwich Exchange, 2007, p.21-22

En segundo lugar, Artaud construía el uso de la palabra (según Jamieson), en una forma de disciplina. Aunque Artaud necesitaba el "rechazo de formas e incitar al caos" (Jamieson, p22), él además promovía una disciplina estricta y un método de rigor para el espectáculo.

## Filosofía de Artaud
La imaginación, para Artaud, es la realidad; sueños, pensamientos e ideas delirantes no son menos reales que lo de "fuera" del mundo. Realidad parece ser un acuerdo, el mismo acuerdo que la audiencia acepta cuando va a un teatro para ver una obra, que por un tiempo pretende que lo que están viendo es real.

## La puesta en escena y la metafísica
No puede dejarse de lado la importancia que tiene en su pensamiento, la experiencia de Antonin Artaud como director de escena: "Afirmo que la escena es un lugar físico y concreto que exige ser ocupado, y que se le permita hablar su propio lenguaje concreto".
La escena vive, bajo su punto de vista, la dictadura de la palabra. Artaud pide para ella un lenguaje propio, un lenguaje independiente de la palabra, que sea capaz de satisfacer los sentidos, que sea capaz de expresar pensamientos que se escapan a las palabras: "Ese lenguaje, creado para los sentidos debe ocuparse, ante todo, de satisfacerlos, lo que no le impide desarrollar luego plenamente su efecto intelectual en todos los niveles posibles y en todas las direcciones".
Este lenguaje propio de la escena asume múltiples aspectos, a través de los medios de expresión que son susceptibles de ser usados en escena, como la música, la danza, la plástica, la iluminación, o la arquitectura entre otros.

## El teatro alquímico
Hay cierta relación, para el autor, entre el teatro y la alquimia: "tanto la alquimia como el teatro son artes virtuales, por así decirlo, que no llevan en sí mismas ni sus fines ni su realidad".
Considera a la alquimia, por su traducción escrita a través de símbolos, el doble espiritual de una operación que solo funciona en la realidad, en el mundo físico. Es aquí donde ve el paralelismo con el teatro, doble de una realidad peligrosa y arquetípica, inhumana. El símbolo alquímico, como el teatro, es un espejismo. Y no se refiere con esto al teatro burgués que se representa con asiduidad, sino al drama esencial, el que posee los grandes misterios, el que esta unido a la creación, a la materia y a materialización de la idea: "donde reinan la simplicidad y el orden no puede haber teatro ni drama, y que el verdadero teatro, como la poesía, pero por otros medios, nace de una anarquía organizada, luego de luchas filosóficas que son el aspecto apasionante de estas unificaciones primitivas".
Así, relaciona ambas actividades, acentuando que el proceso de creación teatral es similar a la alquimia, por la destilación continua que el artista hace, hasta llegar a lo esencial: "una pureza absoluta y abstracta".

## No más obras maestras
"Uno de los motivos de la atmósfera asfixiante en que vivimos sin escapatoria posible y sin remedio -y que todos compartimos, aún los más revolucionarios- es ese respeto por lo que ha sido escrito, formulado o pintado, y que hoy es forma, como si toda expresión no se agotara al fin y no alcanzara un punto donde es necesario que las cosas estallen en pedazos para poder empezar de nuevo".
Este autor defiende que las obras maestras, culpables de la decadencia del teatro, están reservadas para un círculo selecto, dejando a un lado a la mayoría de la población. Estas obras, dotadas de gran valor por este mismo círculo, fueron buenas para el pasado, pero su maestría no se corresponde con la actualidad.  Tenemos derecho a decir las cosas de un modo personal, que corresponda a la sensibilidad actual y que todos podamos comprender. No podemos responsabilizar a la sociedad de no entender los clásicos, sin cuestionarnos siquiera si estas obras siguen vigentes. 
Se acusa a la multitud, cuando es esta élite la que pone distancia entre ellos y el arte a través de la idolatría de las obras del pasado, algo que defiende como característico del conformismo burgués. El público percibe la verdad cuando se muestra, pero no es ya momento de buscarla en la escena, sino en la calle. Los creadores son responsables del poco valor otorgado al teatro en la actualidad: "El propio Shakespeare es responsable de esta aberración y esta decadencia, de esta idea desinteresada del teatro: una representación teatral que no modifique al público, sin imágenes que lo sacudan y le dejen una cicatriz imborrable".

## Influencia
Para comprender su concepción del teatro y la caracterización de su modelo de actuación es necesario referirse a las influencias estéticas e ideológicas de Artaud. Heredero del dadaísmo, forma parte posteriormente del movimiento surrealista. De estas visiones antiburguesas de la vida y el arte se impregna la totalidad de su propuesta. Diagnosticó la enfermedad de la sociedad y la necesidad de su curación, a partir de una experiencia teatral de características rituales.
Arte y vida se identifican a través de la ruptura de las convenciones tradicionales. El inconsciente y su verdad pura, sin los condicionantes mentirosos de la razón, se imponen. Antiarte y antirrazón. Automatismos que permiten que la verdad del inconsciente aflore a la luz. Yuxtaposición de sueño y realidad, rechazo de la palabra, culto del yo. Este es el ambiente cultural de Artaud.
Es fuertemente influenciado por el teatro balinés que resumía para él las diferencias entre la cultura oriental y la occidental: la primera, mística; la segunda, realista; una confiaba en los gestos y en los símbolos; la otra, en el diálogo y en las palabras. El Teatro de Bali utilizaba la escena para el ritual y la trascendencia; el teatro occidental, para la ética y la moralidad.
Admiró profundamente la actitud de los actores balineses, entregados a un teatro que pretende trascender la realidad, entrar en contacto con la vida interior, arrancar las máscaras para alcanzar el inconsciente. Los personajes representaban estados metafísicos, la acción se presentaba en fragmentos simultáneos y múltiples; se eliminaba la comunicación verbal, reemplazándosela por sonidos y ademanes que, juntamente con varias configuraciones físicas, formaban imágenes jeroglíficas.
En 1973 el músico argentino Luis Alberto Spinetta lanzó un álbum con el nombre del poeta: Artaud, aunque se trate más de un homenaje ya que carece conexión con la obra del escritor. La banda inglesa Bauhaus incluye un tema llamado Antonin Artaud en su álbum del año 1983, «Burning from the inside».
El grupo venezolano Zapato 3, en su álbum «Ecos punzantes del ayer» (1999), incluye el tema "Antonin Artaud", "Soy metafísica violenta / Soy surrealista apocalíptico / Soy la encarnación de Napoleón / y estoy condenado a un manicomio / Esperando en la tarde la dosis que calma el miedo / Soy distorsión intelectual / Soy verborrea visceral / Estoy negado y encerrado".

## Fragmentos

### El ombligo de los limbos
Una sensación de quemadura ácida en los miembros, músculos retorcidos e incendiados, el sentimiento de ser un vidrio frágil, un miedo, una retracción ante el movimiento y el ruido. Un inconsciente desarreglo al andar, en los gestos,gesto simple, una fatiga sorprendente y central, una suerte de fatiga aspirante. Los movimientos a rehacer, una suerte de fatiga mortal, de fatiga espiritual en la más simple tensión muscular, el gesto de tomar, de prenderse inconscientemente a cualquier cosa, sostenida por una voluntad aplicada. Una fatiga de estar cargando el cuerpo, un sentimiento de increíble fragilidad, que se transforma en rompiente dolor (...)
Antonin Artaud, L'ombilic des limbes, 1925

### El pesa-nervios
Bajo esta costra de hueso y piel, que es mi cabeza, hay una constancia de angustias, no como un punto moral, como los razonamientos de una naturaleza imbécilmente puntillosa, o habitada por un germen de inquietudes dirigidas a su altura, sino como una decantación. en el interior, como la desposesión de mi sustancia vital, como la pérdida física y esencial de un sentido.
Antonin Artaud, Le Pèse-Nerfs, 1927

### Van Gogh el suicidado de la sociedad
On peut parler de la bonne santé mentale de van Gogh qui, dans toute sa vie, ne s’est fait cuire qu’une main et n’a pas fait plus, pour le reste, que de se trancher une fois l’oreille gauche, dans un monde où on mange chaque jour du vagin à la sauce verte ou du sexe de nouveau-né flagellé et mis en rage, tel que cueilli à sa sortie du sexe maternel.
Se puede hablar de la buena salud mental de van Gogh quien, en toda su vida, no hizo sino hacerse cocer una mano y no hizo más, de resto, que tajarse una vez la oreja izquierda, en un mundo en el que se come cada día coñete cocido en salsa verde o sexo de recién nacido, flagelado y enrabiado, tal como fue recogido al salir del sexo materno.
Antonin Artaud, Van Gogh le suicidé de la société, 1947

### Para acabar con el Juicio de Dios
Para acabar con el juicio de dios o Para acabar de una vez por todas con el juicio de dios

Là où ça sent la merde ça sent l’être. L’homme aurait très bien pu ne pas chier, ne pas ouvrir la poche anale, mais il a choisi de chier comme il aurait choisi de vivre au lieu de consentir à vivre mort. C’est que pour ne pas faire caca, il lui aurait fallu consentir à ne pas être, mais il n’a pas pu se résoudre à perdre l’être, c’est-à-dire à mourir vivant. Il y a dans l’être quelque chose de particulièrement tentant pour l’homme et ce quelque chose est justement LE CACA. (ici rugissements.)
Donde huele a mierda huele a ser. El hombre bien habría podido no defecar, no abrir nunca el bolsillo anal, pero escogió cagar como habría podido escoger la vida en lugar de consentir en vivir muerto. Puesto que para no defecar, habría tenido que consentir en no ser, pero no pudo resolverse a perder el ser, es decir a morir en vida. Hay en el ser algo particularmente tentador para el hombre y ese algo es justamente LA MIERDA. (aquí rugidos.)
Antonin Artaud, Pour en finir avec le jugement de dieu, 1947

### Los Tarahumaras
Ce que c’est que le Moi, je n’en sais rien. La conscience ? une répulsion épouvantable de l’Innomé, du mal tramé, car le JE vient quand le cœur l’a noué enfin, élu, tiré hors de ceci et pour cela, à travers l’éternelle supputation de l’horrible, dont tous les non-moi, démons, assaillent ce qui sera mon être, cet être que je ne cesse pas devant mes yeux de voir faillir tant que Dieu à mon cœur n’a passé la clef.
De lo que es el Yo, yo no sé nada. ¿La consciencia? una repulsión espantable de lo innominado, del mal urdido, pues el YO viene cuando el corazón lo ha añudado por fin, lo ha elegido, lo ha halado fuera de esto, para aquello, a través de la eterna supuración de lo horrible, cuyos no-yo, demonios todos, asaltan lo que será mi ser, el ser que no ceso de ver cómo decae ante mis ojos, mientras Dios no haya pasado la llave por mi corazón.
Antonin Artaud